# あさみのうたV
『あさみのうたV 〜Meets 阿久悠〜』（あさみのうたご ミーツ あくゆう）は、2009年8月19日発売のあさみちゆきの5枚目のアルバムで、阿久悠作詞の楽曲をカバーしたアルバムである。

## 収録曲
1. 円舞曲(ワルツ)（作曲・編曲：川口真） オリジナル歌手：ちあきなおみ
2. さよならをいう気もない（作曲：大野克夫 編曲：矢野立美） オリジナル歌手：沢田研二
3. USAGI（作曲：三木たかし 編曲：若草恵） オリジナル歌手：内藤やす子
4. 五番街のマリーへ（作曲：都倉俊一 編曲：川口真） オリジナル歌手：ペドロ&カプリシャス
5. 世迷い言（作曲：中島みゆき 編曲：竜崎孝路） オリジナル歌手：日吉ミミ
6. 花のように鳥のように（作曲：杉本眞人 編曲:宮崎慎二） オリジナル歌手：桂銀淑
7. 京都から博多まで（作曲：猪俣公章 編曲：竜崎孝路） オリジナル歌手：藤圭子
8. 水中花（作曲：井上忠夫 編曲：矢野立美） オリジナル歌手：井上忠夫
9. たそがれマイ・ラブ（作曲：筒美京平 編曲：矢野立美） オリジナル歌手：大橋純子
10. ハーモニカの詩（作曲：吉田拓郎 編曲：宮崎慎二） オリジナル歌手：小林旭
11. 転がる石（作曲：杉本眞人 編曲：宮崎慎二） オリジナル歌手：石川さゆり
12. 人間はひとりの方がいい（作曲：森田公一 編曲：若草恵） オリジナル歌手：森田公一とトップギャラン